# Ирапуан (Сан-Паулу)
Ирапуан (порт. Irapuã)  —  муниципалитет в Бразилии, входит в штат Сан-Паулу. Составная часть мезорегиона Сан-Жозе-ду-Риу-Прету. Входит в экономико-статистический  микрорегион Нову-Оризонти. Население составляет 7076 человек на 2006 год. Занимает площадь 257,423 км². Плотность населения — 27,5 чел./км².

## История
Город основан 1 декабря 1944 года.

## Статистика
- Валовой внутренний продукт на 2003 составляет 104.779.907,00 реалов (данные: Бразильский институт географии и статистики).
- Валовой внутренний продукт на душу населения на 2003 составляет 15.220,79 реалов (данные: Бразильский институт географии и статистики).
- Индекс развития человеческого потенциала на 2000 составляет 0,766 (данные: Программа развития ООН).

## География
Климат местности: субтропический. В соответствии с классификацией Кёппена, климат относится к категории Cfb.